# Korssubventionering
Korssubventionering är en affärsmodell som bygger på att ett företag använder intäkter från lönsam verksamhet till att finansiera mindre lönsam verksamhet.
Affärsmodellen innebär att lönsamma produkter subventionerar olönsamma produkter, lönsamma kunder subventionerar olönsamma kunder, lönsamma krediter subventionerar olönsamma sådana etc. Många aktörer prissätter inte varje produkt för sig utan ser till avkastningen på den totala kundrelationen. I princip är det inte konstigare än att en livsmedelsaffär använder lockpriser för att attrahera kunder och därmed säljer vissa varor med förlust. En förutsättning för detta helkundsperspektiv är dock att producenten kan kompensera förlusterna på lockvarorna med ökade intäkter från andra produkter eller kunder.
Korssubventioner har kritiserats för att skapa en avvikelse från en ur ekonomisk synvinkel effektiv prissättning. Om produktionen bedrivs i en miljö präglad av väl fungerande konkurrens kommer prissättningen teoretiskt sett, enligt vedertagna nationalekonomiska modeller, att avspegla kostnaderna för den mest effektive producenten. En viktig effekt av detta är att andra aktörer, liksom kunder, då får en riktig bild av kostnaderna för produktion av olika tjänster. Prisbildningen utgör alltså ett signal- och styrsystem för hur resurser ska satsas och fördelas i ekonomin.